# Indid rassz

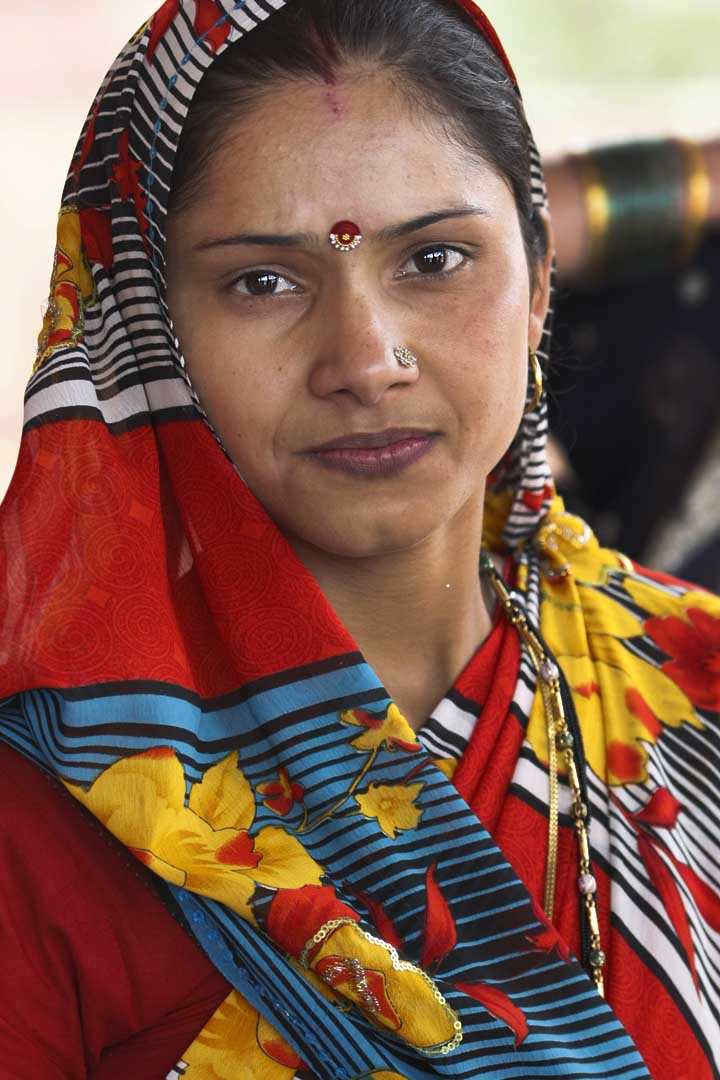
Indid nő

Az indid rassz India, Pakisztán és Banglades lakóinak összefoglaló neve és típusa.

## Testi jellegek
Testmagasság csoportonként változó. A férfiak átlag magassága általában kisközepes vagy közepes; 160-166 cm közötti, de egyes területeken eléri a 175 cm-t. Legszembetűnőbb jellegzetessége a test harmonikus arányossága, amely az arcon is meglátszik. Még az alacsonyabb kasztoknál sem találunk durva vonásokat. A testalkat többnyire kecses, gracilis. A gracilitás mellett nem ritka a teltebb alkat se. Az alszár és alka általában vékony.
A fej hosszú, de az arc mérsékelten hosszú, ovális és finom. A homlok meredek, előreugró, a halánték szűk, a szemrés nagy. Az orrgyök magas és keskeny. Az orrhát kiálló, keskeny vagy közepesen széles. Az orrszárnyak arányosan szélesek. Gyakori a "háromszög alakú" orr, amely minden kasztban előfordulhat. Az orrprofil általában egyenes. Az ajkak mérsékelten szélesek, duzzadtabbak, mint a mediterránnak. Az áll csak mérsékelten áll ki, ez az arc lágyságát még inkább fokozza. Elsősorban a nőknél gyakori a felső szemhéj S alakú görbülete és a hosszú szempilla. Ez különösképpen a bezárt szemen fejeződik ki. Ezt a jellegzetességet gyakran lehet látni az ábrázolásokon, isteneknél vagy szép nőknél.
A bőrszín meleg, világos- vagy mérsékelten sötétbarna. Szemszín sötétbarna. Hajuk dús sötétbarna, ami göndör vagy hullámos.

## Elterjedési terület
Elsősorban Közép-Afganisztántól Közép-Indiáig fordul elő. Erősen behatolt az ősi vedda lakosság közé, és számos dravida keveredés jött létre. Indián kívül Nepálban, Bangladesben és Indonéziában is megtalálható. A romák indid jellegei ma is nyilvánvalóak, úgyszólván az egész világon szétszóródtak.